# Nick of Time
Nick of Time — десятый студийный альбом американской блюз-рок-певицы Бонни Рэйтт, вышедший 21 марта 1989 года на лейбле Capitol Records. Nick of Time возглавил хит-парад альбомов США Billboard 200 (3 недели № 1 в апреле 1990 года и всего 185 недель в чарте), разошёлся тиражом более 5 млн копий и выиграл 3 премии Грэмми на церемонии 1990 года, включая престижную Лучший альбом года, а также Лучший женский поп-вокал и Лучший женский рок-вокал. В 2003 году альбом был включён журналом Rolling Stone в Список 500 величайших альбомов всех времён под номером 230.

## Список композиций
1. «Nick of Time» (Raitt) — 3:52
2. «Thing Called Love» (Джон Хайатт) — 3:52
3. «Love Letter» (Bonnie Hayes) — 4:04
4. «Cry on My Shoulder» (Michael Ruff) — 3:44
5. «Real Man» (Jerry Lynn Williams) — 4:27
6. «Nobody’s Girl» (Larry John McNally) — 3:14
7. «Have a Heart» (Bonnie Hayes) — 4:50
8. «Too Soon to Tell» (Rory Michael Bourke, Mike Reid) — 3:45
9. «I Will Not Be Denied» (Jerry Lynn Williams) — 4:55
10. «I Ain’t Gonna Let You Break My Heart Again» (David Lasley, Julie Lasley) — 2:38
11. «The Road’s My Middle Name» (Raitt) — 3:31

## Участники записи
- Бонни Рэйтт — гитара, фортепиано, вокал
- Arthur Adams — гитара
- Sweet Pea Atkinson[англ.] — бэк-вокал
- Tony Braunagel — перкуссия, ударные, тимбалы
- Fran Christina — ударные
- Arnold McCuller — бэк-вокал
- Larry John McNally — бэк-вокал
- Грэм Нэш — бэк-вокал
- Michael Ruff — клавишные
- Дэвид Кросби — бэк-вокал
- Херби Хэнкок — фортепиано
- Paulinho Da Costa — перкуссия, конга
- Chuck Domanico — бас-гитара

## Чарты

### Альбом
Billboard 200
| Год  | Чарт          | Позиция |
| ---- | ------------- | ------- |
| 1990 | Billboard 200 | 1       |

### Синглы
Billboard Singles
| Год  | Сингл               | Чарт                   | Позиция |
| ---- | ------------------- | ---------------------- | ------- |
| 1989 | «Nick of Time»      | Adult Contemporary     | 10      |
| 1989 | «Thing Called Love» | Mainstream Rock Tracks | 11      |
| 1990 | «Have a Heart»      | Adult Contemporary     | 3       |
| 1990 | «Have a Heart»      | Billboard Hot 100      | 49      |
| 1990 | «Nick of Time»      | Billboard Hot 100      | 92      |